# Luis Omar Hernández
Luis Omar Hernández Hernández (ur. 8 listopada 1985 w Ocotlán) – meksykański piłkarz występujący na pozycji środkowego obrońcy.